# Eurytorna heterodoxa
Eurytorna heterodoxa är en fjärilsart som beskrevs av Edward Meyrick 1886. Eurytorna heterodoxa ingår i släktet Eurytorna och familjen Crambidae. Inga underarter finns listade i Catalogue of Life.